# 茅野美ど里
茅野 美ど里（ちの みどり、1954年 - ）は、日本の翻訳家。
東京都生まれ。小・中学時代の3年間をアメリカ・イリノイ州ですごす。上智大学外国語学部英語学科卒。卒論で倉橋由美子『婚約』を英訳し、倉橋の知遇を得る。翻訳デビューは34歳の時で、以後ルーシー・モード・モンゴメリ、アガサ・クリスティなどを偕成社などから翻訳、2007年にはダフネ・デュ＝モーリアの名作『レベッカ』を新潮文庫で新訳した。

## 翻訳
- パパのさいごの贈りもの ジーン=リトル 偕成社 1988.6
- 秘密の花園 イライザ・ホジスン・バーネット 1989 (偕成社文庫)
- おばけおばけおばけだらけ 光って見える アネット=チゾン,タラス=テイラー 偕成社 1991
- アンの青春 モンゴメリ 1991.4 (偕成社文庫)
- ナイチンゲール /パム・ブラウン 偕成社 1991.5 (伝記世界を変えた人々)
- こわくない! アネット・チゾン,タラス・テイラー 偕成社 1991
- アンの愛情 モンゴメリ 1992.8 (偕成社文庫)
- アイディアファクトリー MITからの贈りもの ペッパー・ホワイト 三田出版会 1992.11
- 大空の殺人 アガサ・クリスティ 1993.7 (偕成社文庫)
- エイブラハム・リンカン 「奴隷解放宣言」を発して奴隷制度を廃止し、民主主義の指針を示したアメリカの大統領 アンナ・スプロウル 偕成社 1994.3 (伝記世界を変えた人々)
- オリエント急行殺人事件 アガサ・クリスティ 1995.2 (偕成社文庫)
- 「ヒト」の再発見 独創する科学者11人が語る トマス・A.バス 三田出版会 1995.7
- ラヴジョイの庭 ルーマ・ゴッデン 偕成社 1995.11
- 国連難民高等弁務官事務所 ジーン・トリア 偕成社 1996.1 (世界を救う国際組織)
- エジプト墳墓の謎 アガサ・クリスティ 1997.7 (偕成社文庫)
- プリマス行き急行列車 アガサ・クリスティ 1997.9 (偕成社文庫)
- 潜水艦の設計図 アガサ・クリスティ 1997.10 (偕成社文庫)
- 死のハーブ /アガサ・クリスティ 偕成社 1997.11 (アガサ・クリスティ推理コレクション 4)
- 検察側の証人 アガサ・クリスティ 偕成社 1997.12 (アガサ・クリスティ推理コレクション 5)
- だれかがよんでいる イヴォンヌ・マッグローリー 偕成社 1998.9 (偕成社ミステリークラブ)
- アクロイド殺人事件 アガサ・クリスティ 1998.9 (偕成社文庫)
- シャーロット・ドイルの告白 アヴィ 偕成社 1999.5  のちあすなろ書房
- なぜエヴァンズにいわない? アガサ・クリスティ 2004.2 (偕成社文庫)
- 牧師館の殺人 ミス・マープル最初の事件 アガサ・クリスティ 2005.4 (偕成社文庫)
- レベッカ /ダフネ・デュ・モーリア 新潮社 2007.5  のち文庫　2008
- ぼくだけの山の家 ジーン・クレイグヘッド・ジョージ 偕成社 2009.3
- 風の少年ムーン /ワット・キー 偕成社 2010.11

## 参考
- 新潮社:https://www.shinchosha.co.jp/writer/3485/
- 偕成社:http://www.kaiseisha.co.jp/index.php?page=shop.author_page&author_id=1996&option=com_virtuemart&Itemid=15